# Anatomie des fausses nouvelles
 (février 2021).
Anatomie des fausses nouvelles est une émission de télévision québécoise diffusée à partir du 1er avril 2019 sur la chaîne Savoir média. Elle est animée par la journaliste Eve Beaudin et coproduite avec l'Agence Science-Presse.

## Synopsis
La journaliste et reporter Eve Beaudin expose la question de la désinformation médiatique d'un point de vue scientifique. Elle démystifie les rouages propres à la désinformation et propose des astuces pour la reconnaître.
Chaque épisode se concentre sur un aspect des fausses nouvelles, des canulars ou de la propagande. Depuis le 23 novembre 2020, des épisodes consacrés aux nouvelles en politique sont également diffusées.

## Épisodes
1. Personne n'est à l'abri
2. Informations toxiques
3. Psychologie des fausses nouvelles
4. La contamination par l'émotion
5. Bulles de filtres et chambres d'écho
6. S'immuniser, 1re partie
7. Parler de désinfo avec vos amis virtuels
8. Recrudescence d'un vieux problème
9. Images et vidéos, pires que les mots
10. Les robots : agents de diffusion
11. S'immuniser, 2e partie
12. Si c'est populaire, ça doit être vrai !
13. Viralité des fausses nouvelles
14. Les théories du complot politique
15. Désinformation politique et médias sociaux
16. La stratégie du doute
17. Le rôle de l'information en démocratie